# Käte Oswald
Käte Oswald, nata Katharina Wilhelmine Maria Parr (Düsseldorf, 27 dicembre 1890 – Los Angeles, 19 agosto 1985), è stata un'attrice tedesca del cinema muto.

## Biografia
Attrice teatrale nata in Germania con il nome di Käte Waldeck, incontrò alla Schauspielhaus di Düsseldorf quello che sarebbe diventato suo marito, il viennese Richard Oswald, che sposò nel 1912 e al quale restò legata fino alla morte di lui, l'11 settembre 1963. Dal loro matrimonio nacquero due figli, Ruth (nata nel 1913 e che apparve con lei in Hoffmanns Erzählungen), e Gerd Oswald (1919-1989), che avrebbe seguito le orme del padre, diventando produttore e regista (anche televisivo). Nel 1915 Käte (talvolta nominata come Kathe) Oswald esordì sullo schermo in Schlemihl, un film diretto dal marito. L'attrice girò circa una ventina di pellicole, ritirandosi dal cinema nel 1922. Negli anni trenta la famiglia lasciò la Germania ed emigrò negli Stati Uniti, dove si stabilì nel 1938.

## Filmografia
- Schlemihl, regia di Richard Oswald (1915)
- Und wandern sollst Du ruhelos, regia di Richard Oswald (1915)
- Hoffmanns Erzählungen, regia di Richard Oswald (1916)
- Das unheimliche Haus, regia di Richard Oswald (1916)
- Der chinesische Götze - Das unheimliche Haus, 3. Teil, regia di Richard Oswald (1916)
- Es werde Licht! 1. Teil, regia di Richard Oswald (1917)
- Des Goldes Fluch, regia di Richard Oswald (1917)
- Königliche Bettler, regia di Richard Oswald (1917)
- Der Tod des Baumeisters Olsen, regia di Manfred Noa (1917)
- Das Kainzeichen, regia di Richard Oswald (1918)
- Rennfieber
- Es werde Licht! 3. Teil , regia di Richard Oswald (1918)
- Das Dreimäderlhaus, regia di Richard Oswald (1918)
- Es werde Licht! 4. Teil: Sündige Mütter, regia di Richard Oswald (1918)
- Die Reise um die Erde in 80 Tagen
- Manolescus Memoiren, regia di Richard Oswald (1920)
- Lady Hamilton, regia di Richard Oswald (1921)
- Lucrezia Borgia, regia di Richard Oswald (1922)